# Paronellides novaezealandiae
Paronellides novaezealandiae är en urinsektsart. Paronellides novaezealandiae ingår i släktet Paronellides och familjen Paronellidae.

## Underarter
Arten delas in i följande underarter:
- P. n. novaezealandiae
- P. n. purpurea